# Lestes dryas
Leste dryade, Leste des bois
Espèce
Statut de conservation UICN

 LC  : Préoccupation mineure
Lestes dryas, le leste dryade ou leste des bois, est une espèce de petites libellules (demoiselles) de la famille des Lestidae, originaire d'Eurasie et d'Amérique du Nord, où elle est relativement commune dans les zones humides qui lui conviennent.
Cette espèce autrefois réputée commune est cependant devenue localement très rare (par exemple en Grande-Bretagne où on ne la trouve encore que dans l'Essex, le Suffolk et le Norfolk, d'où son nom populaire anglais).
C'est une espèce réputée très adaptable et ubiquiste qui peut tolérer des conditions extrêmes que peu d'autres libellules peuvent supporter. Il est cependant possible que la fragmentation écopaysagère ou une pollution diffuse par certains insecticides puissent affecter ses populations.

## Description, identification
Les deux sexes sont caractérisés par une couleur métallisée.

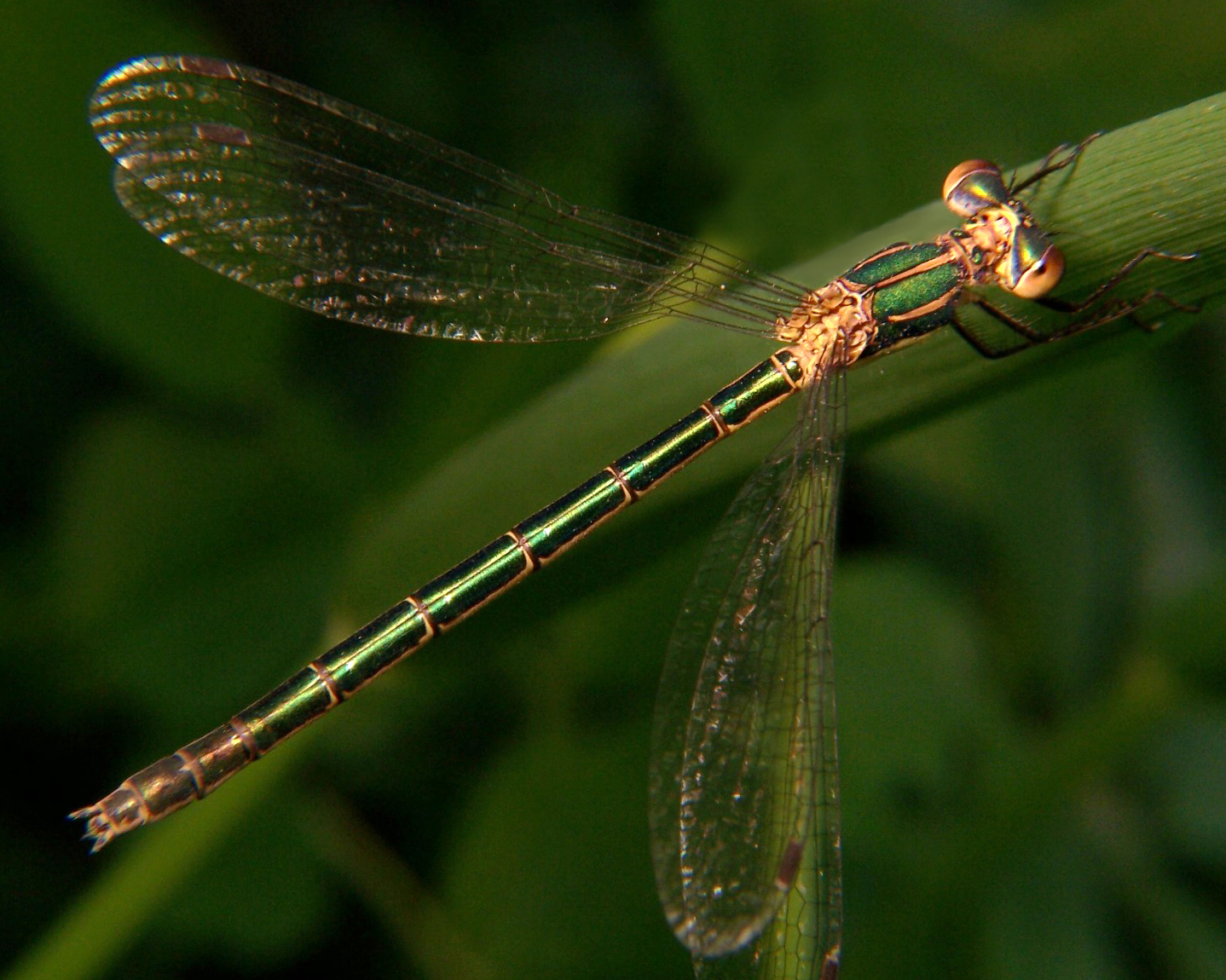
L. dryas femelle.

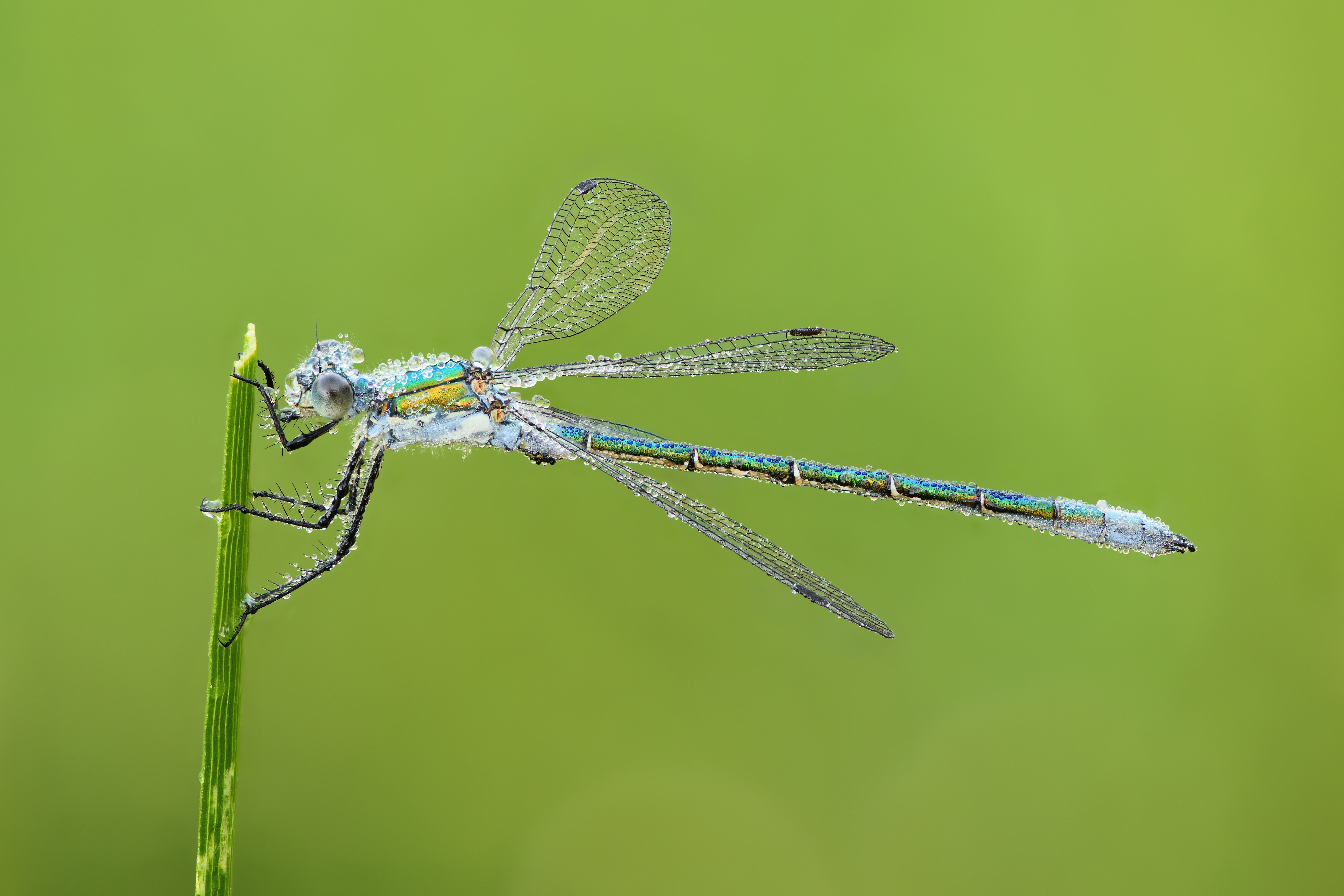
L. dryas mâle.

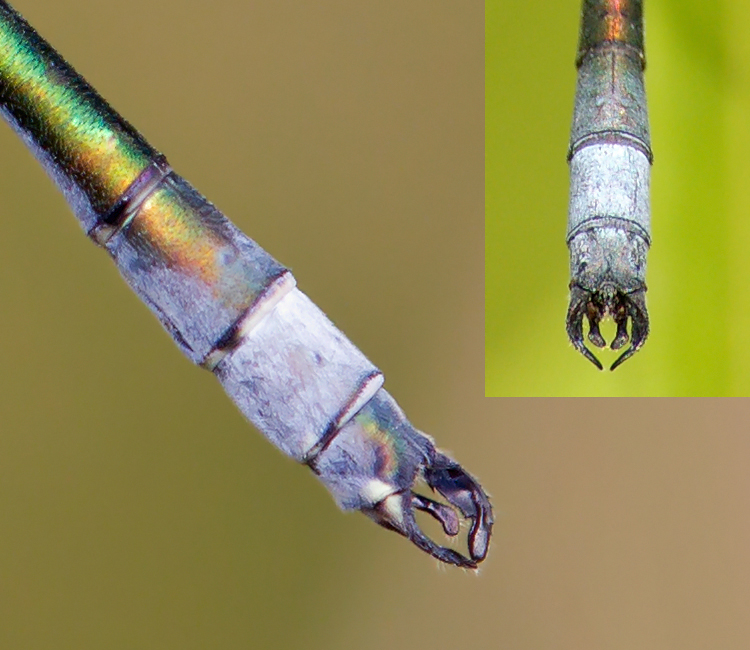
L. dryas mâle, appendice anal (couleur foncée).

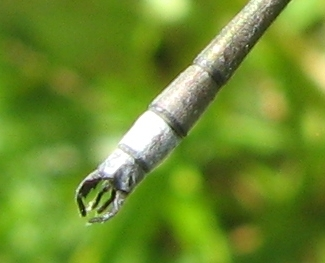
L. sponsa mâle, appendice anal (confusion possible avec L. dryas).

Comme les autres membres du genre Lestes, les deux sexes du Leste dryade ont la presque totalité du corps vert métallique, avec une zone bronze irisée.
Tous les Lestes se ressemblent pour leur forme et leur couleur, ce sont la forme et la couleur de l'appendice anal qui seuls permettent la détermination visuelle. Cependant L. dryas est très similaire en apparence à L. sponsa ; les appendices anaux de L. Dryas et de L. sponsa sont entièrement noirs alors qu'ils sont blancs ou de couleur claire chez les autres Lestes européens. Les formes des appendices anaux de  L. dryas et L. sponsa ne diffèrent que légèrement de par leur forme. Des précautions taxonomiques doivent donc être prises pour distinguer les deux espèces.
Au repos, les ailes sont à demi-déployées.
- Le mâle : il a les yeux bleus. Une texture poudreuse bleutée (pruinescence) couvre son front et les derniers segments de l'abdomen, ainsi que le pronotum et les flancs du thorax.
- La femelle a le ventre beige, un abdomen plus épais que celui du mâle. Elle a une coloration verte sur le corps et a les yeux bruns.

## Habitat et distribution
L. dryas est présent dans les zones tempérées de l'hémisphère nord de 40° à 60° au nord de toute l'Europe centrale et de l'Asie, de la France au Pacifique. De même en Amérique du Nord.
Autour de la Méditerranée, L.dryas est aussi présent dans les zones plus fraîches (en altitude).
C'est une espèce très répandue en Europe, mais jamais aussi commune que L. sponsa.
On trouve le Leste dryade en eau stagnante calme et peu profonde, dans les fossés bien végétalisées, les étangs, les marais et les lacs, mais qui peuvent s'assécher tout ou partie l'été (au contraire du Leste fiancé davantage lié à des eaux permanentes). Hélas, il régresse et le plus souvent ne se maintient plus qu'en populations isolées. Les causes sont liées à l'homme, dont l'enrésinement des forêts, les modifications hydrologiques, le passage de véhicules ou d'animaux, les dépôts de déchets végétaux... Il peut aussi être trouvé près de la côte dans des eaux légèrement saumâtres.

## Statut, menaces
Cette espèce, comme de nombreuses autres espèces des milieux humides sont menacées par la régression ou la dégradation des zones humides.
On croyait l'espèce éteinte en Grande-Bretagne avant de la redécouvrir en 1983.
Depuis, il a été observé sur plusieurs sites du sud-est de l'Angleterre où il se reproduit principalement autour de l'estuaire de la Tamise et dans quelques lacs intérieurs du Norfolk et d'Irlande.

## Comportement
Les adultes volent de juin à août (un peu plus tard en saison que L.sponsa.
Ils fréquentent plutôt les zones de végétation dense et la proximité des bords d'étang ou de lac. Ils s'accouplent à la manière des demoiselles en formant un tandem formant une roue. Après la copulation, le mâle reste en tandem, accouplé à la femelle alors qu'elle pond ses œufs, de forme allongée, qu'elle insère un à un à la base des tiges de plantes (joncs, laîches...), souvent dans des secteurs asséchés ou en voie d'assèchement. Les œufs passent l'hiver immergés et l'éclosion des larves a lieu au printemps après la remontée du niveau d'eau.
Le Leste dryade hiberne sous forme d'œufs. Les œufs éclosent au printemps et les larves fréquentent les ceintures de végétation de secteurs peu profonds où l'eau se réchauffe rapidement. Elles se développent très rapidement (45 à 70 jours). L'émergence (passage à la vie imaginale aérienne) débute dès fin mai en plaine et se poursuit jusqu'à mi-juillet (plus tardive en altitude).
Dès les émergences, les adultes *passer une période de maturation de 2 à 3 semaines dans des prairies, laichères, jonchères et lisières forestières, parfois éloignées de plusieurs centaines de mètres de leur site d'émergence. La distance de dispersion de l'espèce ne doit toutefois pas excéder 1 à 3 kilomètres.

## Habitat et répartition
Cette espèce fréquente divers types de zones humides (mares, marais aux eaux stagnantes ou cours d'eau très lents tels que petits canaux).

## Espèces proches
- Lestes sponsa
- Lestes macrostigma
- Lestes barbarus
- Lestes virens
- Lestes viridis

## Compléments